# Georges Loinger

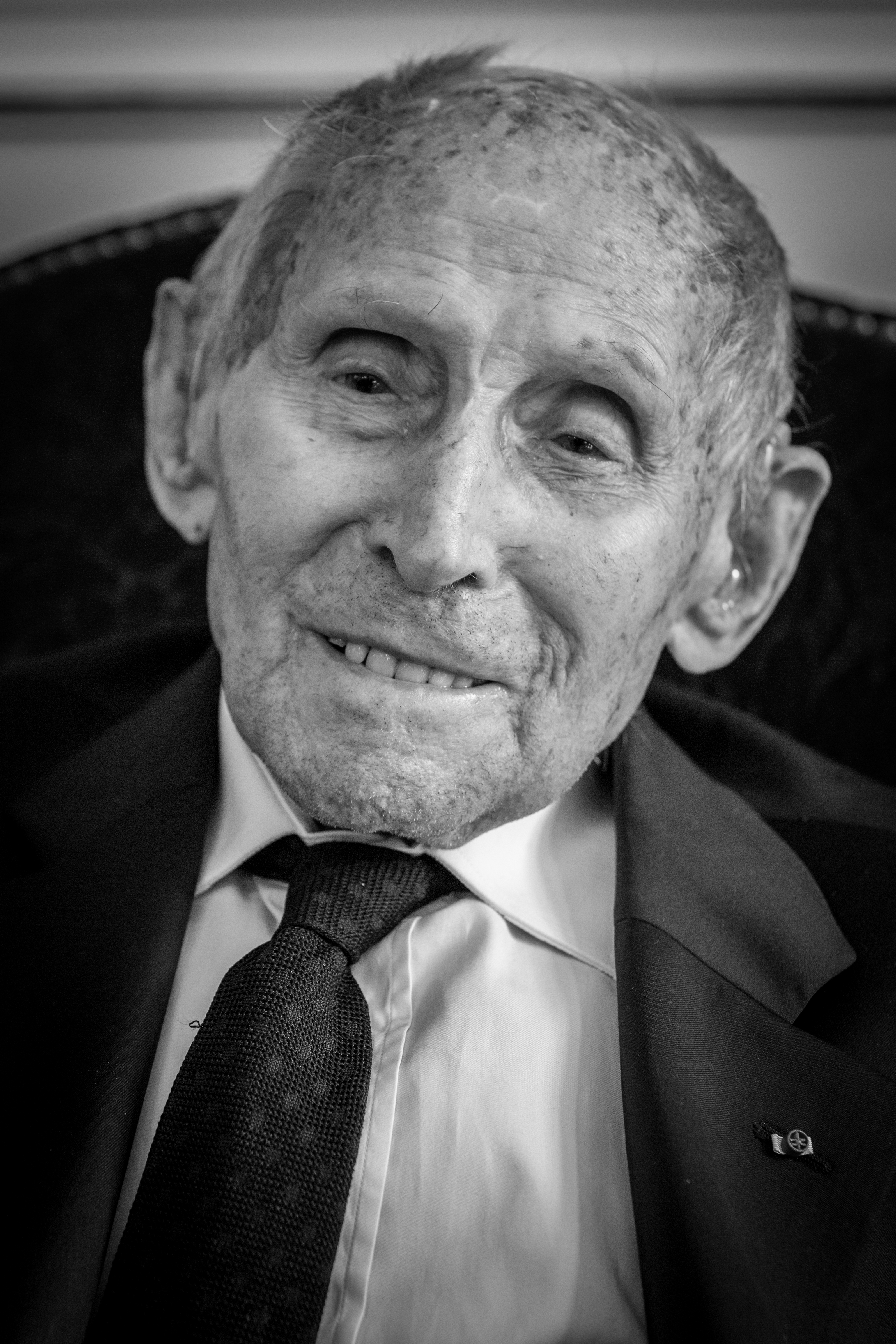
Porträt des 104 Jahre alten Georges Loinger

Georges Uriel Joseph Loinger (* 29. August 1910 in Straßburg; † 28. Dezember 2018 in Paris) war ein französischer Sportlehrer und Mitglied der Résistance. Er erhielt mit 105 Jahren am 12. Juli 2016 das Bundesverdienstkreuz.

## Leben
Georges Loinger, aus einer jüdischen Familie aus Straßburg stammend, war Sportlehrer und Soldat im Zweiten Weltkrieg. Als Kriegsgefangener in Moosburg von 1940 bis 1941 gelang ihm 1941 die Flucht. Nach seiner Rückkehr nach Frankreich schloss er sich der Résistance an.
Während der deutschen Besetzung Frankreichs bewahrte er mindestens 350 jüdische Jungen und Mädchen vor der Deportation nach Auschwitz, indem er sie über die Grenze in die sichere Schweiz brachte. Zeitgleich engagierte er sich auch im Kinderhilfswerk Œuvre de secours aux enfants.
Beigesetzt wurde Georges Loinger auf dem Friedhof Montparnasse in Paris.

## Familie
Loingers Schwester Fanny Loinger (1915–1992) sowie sein Vetter Marcel Marceau waren ebenfalls Résistancekämpfer. Sein zehn Jahre jüngerer Bruder Charles Loinger ist ein französisch-israelischer Agrarwissenschaftler. Die israelische Sängerin Jardena Arasi (* 1951) ist seine Nichte.

## Ehrungen
Er wurde am 24. Oktober 2014 Ehrenbürger von Straßburg, am 12. Juli 2016 erhielt er das Bundesverdienstkreuz.
Außerdem erhielt er zahlreiche weitere Orden wie die Médaille de la Résistance, den Ordre des Palmes Académiques, das Croix de guerre 1939–1945 und wurde zum Kommandeur der Ehrenlegion ernannt.

## Werke
- Aux frontières de l’espoir. Manuscrit, Paris 2006, ISBN 978-2-7481-8082-4 (französisch).
- Les résistances juives pendant l’Occupation. Michel, Paris 2010, ISBN 978-2-226-18186-2 (französisch).
- L'odyssée d'un résistant. Les éditions Ovadia, Nizza 2013, ISBN 978-2-36392-088-1 (französisch).